# Митрус Тихон Семенович
Тихон Митрус (13 серпня 1889, станція Любомирівка, нині Верхньодніпровського району Дніпропетровської області — 10 травня 1975, м. Ігрень, нині у складі Дніпра, там же і похований) — український громадський діяч , активіст Мануйлівської «Просвіти», письменник-самоук . Жертва російського окупаційного терору.

## Життєпис
Народився в родині шляхового сторожа біля станції Любомирівка Катерининської залізниці, як згадував в автобіографії. Мати — Тетяна (уроджена Дзюба) працювала переїзною сторожихою з моменту відкриття Катерининської залізниці. 13 лютого 1900 батько Семен Станіславович Митрус був тяжко поранений поїздом при виконанні службових обов’язків і через три дні помер. Управа залізниці видала родині, яка тоді складалася з десяти осіб, 900 крб. допомоги і виселила з казенної будки.
Родина переїхала в Теплівку Верхньодніпровського повіту (нині Теплівка — у складі сільради Криничанського району), де в 1901 — 1902 Митрус вчився в початковому народному училищі. Старші брати і сестри пішли наймитувати. 

## Активність
Закінчивши училище, Митрус з 30 квітня 1903 влаштувався працювати учнем маляра в Нижньодніпровські вагонні майстерні.
У майстернях працював помічником маляра і лакувальником. З 1 серпня 1911 переведений на посаду табельника механічного цеху тих же майстерень, з 1 травня 1912 — переписувача.
У вересні 1914 переведений в Управління залізниці у рахівництво служби руху рахівником, де від 1 січня 1915 поєднував цю посаду з посадою контролера поїздів усіх найменувань по всій лінії залізниці.
Як залізничник Митрус мав садибу і 450 кв. сажнів у селищі Катерининському Новомосковського повіту при ст. Ігрень. Від 1912 Митрус хворів на сухоти легенів, у травні-червні 1915 протягом місяця проходив лікування в кумисолікарні інвалідного будинку для залізничних службовців при станції Шафраново Самаро-Златоустівської залізниці, в Башкирії.
У 1921 — 1923 хворів усіма видами тифів (сипний, черевний і поворотний) з ускладненням на голову, наслідком чого стала втрата слуху.
У 1923 звільнений з залізниці за скороченням штату і був безробітним до 1925. Від червня 1925 по серпень 1930 — сезонний робітник на цегельному заводі при станції Ігрень. У січні 1931 став працювати в балонному цеху заводу ім. К. Лібкнехта старшим рахівником по зарплаті.
На цій посаді працював до моменту евакуації заводу 25 серпня 1941. Під час тимчасової окупації в 1941 — 1943 жив у селищі К. Маркса (згодом селище Ігрень), ніде не працював, харчувався за рахунок присадибної ділянки і продажу домашніх речей. Після звільнення Дніпропетровська отримав допомогу за сина Анатолія, який був командиром мінометної роти, а з 1 травня 1944 пенсію з собезу як інвалід II групи. 30 жовтня 1947 став працювати нарядником-розцінником і рахівником у колесопрокатному цеху заводу ім. К. Лібкнехта. Звільнений за скороченням штатів 15 грудня 1954.

Тихон Митрус удома з дружиною Євдокією та сином Анатолієм. Фото бл. 1915 р.

## Родина
У 1910 одружився з Євдокією Мещаницькою (1890 — 1985). У них народилася дочка Варвара (померла від тифу немовлям), а згодом — син Анатолій (28 грудня 1911 — 1998). Брат Митруса Олександр, 1895 р.н. у 1915 був навійні, брат Іван, 1897 р.н., жив 1915 на Султанівці (нині район селища Клочко в Дніпропетровську). Мати в 1915 мешкала в Новомосковську (померла до 1917). Мав також трьох сестер — Феодосію, Олександру і Марію.

## Діяльність у Мануйлівській «Просвіті»
Тихон Митрус — член-фундатор Мануйлівської «Просвіти» з 1908, член її ради з 1909. Товариш голови (1914). Активно друкувався в дореволюційній українській періодиці — часописах «Рідний край», «Рада», «Слово», «Дніпрові хвилі», «Засів», «Сніп» тощо. Виступав під псевдонімами Д. Тр-м, Дмитрус, Дніпровий, Т., Т. Задніпрянець, Т. Сторонній.
У «Словнику українських псевдонімів» О. Дея (1969) помилково названий Трохимом, а не Тихоном. Підтримував контакти з письменником А. Кащенком.

Книга Тихона Митруса, видана у Катеринославі у друкарні С. Барановського у 1912 р.

У 1912 Митрус видав у Катеринославі книжку «На провесні (Історія одного просвітнього товариства на селі)», «що малює культурницькі настрої того часу частини українського робітництва приміських сіл та як закладено Мануйлівську «Просвіту» (Д. Лисиченко). Легко розпізнаються прототипи повісті, мануйлівські просвітяни: писар Макар, подолянин — це Трифон Татарин, Мина Минович — Михайло Минович Томильченко, Хома Тисячний — Федір Хомич Сторубель, Ларивон Ларько — Ларін, Дід Богуш — Микола Богуславський, Михайло — сам Митрус, Капитон Каюк — Л. І. Корюк та ін. Книжка Митруса була надрукована в друкарні С. І. Барановського в Катеринославі тиражем, як подала «Рада», в 300 примірників («Рада». — 1914. — 1 мая).
Митрус як Т. Задніпрянець у статті «Слова і діла» («Дніпрові хвилі». — 1913. — розкритикував депутата від Катеринославських робітників Григорія Петровського. Той восени 1912 дуже прихильно прийняв наказ од робітників-українців, а потім, коли приїхав на Різдво, заявив, що соціал-демократична фракція Державної Думи, до якої він належав, дійшла висновку, що «порушувати питання про українські справи в Думі передчасно, що у фракції справи далеко більшої ваги, а українські, мовляв, справи виповняться самі собою, коли настане слушний час».
Стаття Т. Задніпрянця була передрукована С. Петлюрою у видаваному ним у СПб журналі «Украинская жизнь» (1913, № 2). Там її прочитав Г. Петровський і в «Правде» (1913. — 30 березня. — № 75) видрукував свою відповідь «Товарищам-украинцам». Лист був надрукований у «Дніпрових хвилях» (1913. — № 8).

Картка арештованого Тихона Митруса, 1915 р.

Картка арештованого Тихона Митруса (зворотній бік)

## Арешт і звільнення за станом здоров'я
Митрус заарештований 27 листопада 1915 за підозрою у приналежності до УСДРП. У постанові на затримання, яку виписав пристав Толовій, зазначалося, що на квартирі Митруса «виявлені листування і література, яка викриває його приналежність до Української організації». На допиті, проведеному тим же приставом, Митрус заявив: 

«Я дійсно українець, але до будь-яких політичних партій не належу».

На допиті у жандармському управлінні 7 грудня 1915 твердив: 

«Я не визнаю себе винним у приналежності до Катеринославської організації УСДРП, Івана Бохонка (Романченка — М. Ч.) я знаю. Познайомилися ми з ним у Мануйлівській «Просвіті» в 1914 році на родинній вечірці. Партійних розмов я з ним не вів».

На іншому допиті 19 січня 1916 мусив давати пояснення щодо змісту листівок до нього Івана Трохимовича Лазька, який бл. 1912 працював слюсарем Нижньодніпровських залізничних майстерень, а в Першу світову війну потрапив в австрійський полон і писав йому про майбутню автономію України.
У статусі політичного в’язня Митруса двічі — 12 і 19 січня 1916 звертався до начальника губернського жандармського управління з проханням звільнити його під грошову заставу, як хворого на сухоти, бо у в’язниці він позбавлений змоги продовжити лікування і подальше перебування може виявитися згубним для нього. 26 січня 1916 начальник Катеринославського губернського жандармського управління полковник Терентьєв розпорядився негайно звільнити Митруса з-під варти і сповістив начальника Катерининської залізниці, на якій служив Митрус, що він звільняється «без всяких для него последствий». 
27 січня 1916 Митруса звільнили. Після Лютневої революції 1917 він відновив просвітянську діяльність. Від подальших репресій його врятувала глухота. Проте, за спогадами дружини, онука і правнука, Митрус в 1920 — 1930-х періодично заарештовували, як українського діяча, але відпускали. Один з небагатьох активних просвітян Митрус помер власною смертю.

Тихон Митрус. 1951 р.

Похований на Ігренському цвинтарі. На його могилі подано такі дати життя: 30.05.1889 — 10.05. 1975.